# Donald Duck Winterboek
Donald Duck Winterboek, tot winterboek 1998 Donald Duck Groot Winterboek genoemd, is een jaarlijkse uitgave in albumformaat van Sanoma Uitgevers. De boeken komen sinds 1980 elk najaar uit en bevatten een mix van puzzels, spelletjes, leesverhalen en stripverhalen van Disneyfiguren. De stripverhalen komen deels van de Deense uitgeverij Egmont. Verder bevatten de winterboeken onder meer verhalen die geproduceerd zijn voor het Nederlandse weekblad Donald Duck, filmstrips, oude Mickey Mousestrips van Floyd Gottfredson en andere verhalen van Amerikaanse Disneyauteurs. De meeste verhalen in de winterboeken spelen zich af in een winterse omgeving. De eerste uitgaven zijn nog volledig zwart-wit, vanaf 1983 worden de uitgaven gedeeltelijk zwart-wit en vierkleurendruk; vanaf 1986 verschijnen ze helemaal in kleur.
Vanaf het jaar 2000 dragen de winterboeken het jaartal van het volgende jaar. Ten gevolge hiervan heet het winterboek dat in het najaar van 2000 verscheen Donald Duck Groot Winterboek 2001, en bestaat winterboek 2000 niet.
In november 2012 verscheen ook een Disney Filmstrip Winterboek. Dit album bevatte de filmstrips van de Disneyfilms Brave, Mulan en Rapunzel.
De zomerse tegenhanger van het Donald Duck Winterboek is het Donald Duck Vakantieboek, dat vanaf 1978 wordt uitgegeven.